# Euromaidan Press
Euromaidan Press (EP) es un periódico en idioma inglés basado en Internet lanzado en 2014 por colaboradores de Ucrania, patrocinado por las contribuciones de los lectores y la International Renaissance Foundation de George Soros. Comparte su nombre con el movimiento Euromaidán en Ucrania. Registrada como una organización no gubernamental, el objetivo de EP es proporcionar material en inglés a aquellos interesados en temas ucranianos como asuntos comerciales, economía, conflicto militar y turismo.
La organización ha recibido una recepción positiva y fue seleccionada como finalista en la categoría "Best Video" en los premios Rockit Digital Communication Conference Awards 2016. Su iniciativa de redes sociales #LetMyPeopleGo obtuvo el segundo lugar en una competencia de redes sociales en línea. Euromaidan Press se analizó en el Journal of Soviet and Post-Soviet Politics and Society, y se ha citado en varios libros.

## Organización de noticias
Euromaidan Press fue fundado por voluntarios ucranianos como un periódico basado en línea para brindar informes de noticias independientes sobre temas relevantes para Ucrania. The news organization first launched in January 2014. La organización de noticias se lanzó por primera vez en enero de 2014. Comparte su nombre y valores con el movimiento Euromaidán de Ucrania, y la organización de noticias afirma que "apoyan iniciativas que desarrollen medios independientes e iniciativas democráticas en otros estados que defiendan los valores democráticos fundamentales". El creador principal del sitio fue La periodista radicada en Kiev Alya Shandra. Shandra había ayudado previamente a traducir los informes de noticias ucranianos al inglés durante la ola de manifestaciones y disturbios civiles de 2013 en Ucrania conocida como Euromaidán. Otros periodistas que contribuyeron al periódico incluyen a Maksym Nedrya, Oleh Gychko, Mykhailo Honchar, Paul A. Goble y Matt Babiak.
El objetivo de la fundación del periódico era brindar información a los consumidores de habla inglesa sobre el periodismo de Ucrania. La organización registrada en Ucrania como organización no gubernamental con el mismo nombre. La organización de noticias desarrolló su enfoque en historias relacionadas con el conflicto militar en Ucrania, asuntos comerciales, la economía ucraniana y el turismo.  La fundación del periódico fue un intento de "recopilar, confiar y promover información no partidista, no religiosa y no sesgada", como una forma de abordar lo que la organización vio como una campaña de desinformación de Rusia en Ucrania.
El contenido de noticias se configuró para ser entregado en línea a través del sitio web del periódico euromaidanpress.com. El periódico mantuvo cuentas de redes sociales en Twitter y Facebook en Euromaidanpr. Un subproyecto llamado Red de Amigos de Ucrania publicó informes de noticias semirregulares sobre cuestiones políticas de Ucrania. El Proyecto Reft and Light del periódico se creó para analizar los grupos totalitarios. La organización de noticias trabajó en conjunto con Euromaidan SOS para llamar la atención sobre los presos políticos de origen ucraniano encarcelados en Rusia, a través del sitio web letmypeoplego.org.ua. La International Renaissance Foundation apoyó las iniciativas de Euromaidan Press.

## Recepción
La organización fue seleccionada como finalista en la categoría de "Best Video" en los premios Rockit Digital Communication Conference Awards 2016. Su iniciativa de redes sociales #LetMyPeopleGo obtuvo el segundo lugar en una competencia de redes sociales en línea. Escribiendo en el Journal of Soviet and Post-Soviet Politics and Society, la colaboradora Tatiana Bonch-Osmolovskaya caracterizó a la organización de noticias entre "una serie de iniciativas en línea destinadas a crear conciencia global sobre los problemas de Ucrania". Ella describió a Euromaidan Press como "un periódico en línea especializado en traducciones de materiales de los medios de comunicación locales de Ucrania". J. L. Black y Michael Johns, en su libro The Return of the Cold War: Ukraine, The West and Russia (2016), citaron a la organización de noticias como un recurso y comentaron que tenía un "sitio web colorido". Se ha confiado en Euromaidan Press para la investigación sobre análisis de noticias ucranianas de The Perfect Storm of the European Crisis (2017), New Generation Political Activism in Ukraine: 2000–2014 (2017) de Christine Emeran, Online around the World: A Geographic Encyclopedia of the Internet, Social Media, and Mobile Apps (2017), y Near Abroad: Putin, the West and the Contest over Ukraine and the Caucasus (2017) de Gerard Toal.